# Wenzel Bernatzik
Wenzel Bernatzik (* 24. Januar 1821 in Teschen; † 7. Dezember 1902 in Wien) war ein österreichischer Pharmakologe und Mediziner.

## Leben
Bernatzik studierte am Josephinum in Wien (Dr. chir. 1845) und war danach von 1845 bis 1848 österreichischer Militärarzt an der k.k. medizinisch-chirurgischen Josephs-Akademie in Wien. 1851 arbeitete er am Garnisonshospital in Prag, 1852 wurde er zum Festungs-Artillerie-Bataillon nach Olmütz versetzt. Er zeichnete sich 1849 durch die Bekämpfung einer Typhusepidemie im österreichischen Heer bei der Belagerung von Komorn aus. 1851 wurde er Professor für theoretische Medizin am Institut für feldärztliche Zöglinge in Wien und 1854 Professor für Pathologie, Therapie und Pharmakologie am Josephinum.
1864 wurde er Mitglied des Militärsanitätskomitees und Inspektor der Militärmedikamente. 

## Schriften
- Pharmakologisch-therapeutische Abhandlung über die gebräuchlichsten Jodpräparate, Wien 1853
- Kommentar zur österr. Pharmakopöe vom Jahre 1859
- Die österreichische Militär-Pharmakopöe, Wien, 4. Auflage 1861
- Die Receptur in dem von der Pharmacopöe neu eingeführten metrischen Gewichtssystem, Wien 1870
- Handbuch der allgemeinen und speciellen Arzneiverordnungslehre, 2 Bände, 1876, 1878
- Herausgeber mit August Emil Vogl: Lehrbuch der Arzneimittellehre, 1886, 2. Auflage 1891
- Compendium der Arzneimittellehre, Wien, um 1890
- Beiträge zu Albert Eulenburgs Real-Encyclopädie der gesammten Heilkunde. Erste Auflage.
  - Band 1 (1880) (Digitalisat), S. 116–120 Acria; S. 134–138 Adstringetia; S. 156–160 Alaun; S. 203–204 Alterantia; S. 208–210 Amara; S. 223–224 Ameisen, Ameisensäure; S. 236–246 Ammoniak, Ammoniumpräparate; S. 359–361 Antaphrodisiaca; S. 361–366 Anthelmintica; S. 366–377 Antidota; S. 414–415 Antitypica; S. 455–457 Aphrodisiaca; S. 693–695 Bacilli
  - Band 2 (1880) (Digitalisat); S. 13–15: Baryumpräparate; S. 77–81: Bechia; S. 402: Boli; S. 402–405: Borpräparate; S. 433–435: Brausemischungen; S. 646: Cadmiumpräparate; S. 651–658: Calciumpräparate
  - Band 3 (1880) (Digitalisat), S. 6–7: Carminativa; S. 30–32: Cataplasma; S. 126–127: Cerat; S. 198–206: Chlor, Chlorpräparate; S. 286–290: Chrompräparate; S. 330–334: Clysmen; S. 361–363: Collodium; S. 420–422: Confectiones; S. 490–520: Cosmetica; S. 522–524: Creosot; S. 704–705: Decoct
  - Band 4 (1880) (Digitalisat), S. 71–73: Dextrin; S. 129–132: Diaphoretica; S. 142–145: Digestiva; S. 202–208: Diuretica; S. 374–388: Eisenpräparate; S. 464: Electuarium; S. 472–473: Elixir; S. 504–507: Emmenagoga; S. 508–511: Emollientia; S. 539–541: Emulsionen
  - Band 5 (1881) (Digitalisat), S. 23–31: Epispastica; S. 125–130: Essig, Essigsäure; S. 166–168: Expectorantia; S. 192–196: Extracte; S. 368–369: Fomente; S. 498–499: Gargarisma; S. 567–570: Geheimmittel; S. 634–639: Gelatine
  - Band 6 (1881) (Digitalisat), S. 18–24: Gerbsäure; S. 112–113: Goldpräparate; S. 139–142: Gummi; S. 576–577: Holzessig; S. 582–584: Honig
  - Band 7 (1881) (Digitalisat), S. 21–37: Hypodermatische Methode; S. 154–155: Implantation (medicamentöse); S. 171–172: Infus; S. 172–175 Infusion; S. 176–192: Injection; S. 192–193: Inoculation; S. 227–241: Jodpräparate; S. 241–244: Jodoform; S. 322–332: Kaliumpräparate; S. 543–544: Kräutersäfte; S. 693–699: Kupferpräparate
  - Band 8 (1881) (Digitalisat), S. 300: Linctus; S. 301: Liniment; S. 308–309: Lithium; S. 313–314: Lotio; S. 513–517: Magnesiapräparate; S. 563–564: Malzpräparate; S. 564–567: Mangan
  - Band 9 (1881) (Digitalisat), S. 190–191: Mixtur; S. 457–468: Natriumpräparate
  - Band 10 (1882) (Digitalisat), S. 28–41: Oele; S. 359–361: Pasta, Pastillen; S. 366–367: Pech; S. 519–522: Petroleum; S. 524–525: Pflaster; S. 545–548: Phosphor; S. 650–652: Pillen
  - Band 11 (1882) (Digitalisat), S. 38: Pressschwamm; S. 204–205: Pulpa; S. 240–242: Pulver; S. 343–347: Räucherungen; S. 523: Rotulae; S. 603–617: Säuren; S. 621–622: Salbe; S. 684–685: Saturationen
  - Band 12 (1882) (Digitalisat), S. 229–230: Schnupfpulver; S. 363–373: Schwefel, Schwefelpräparate; S. 468–472: Seifen; S. 582–584: Sparadrap; S. 597–598: Species; S. 598: Specifica
  - Band 13 (1883) (Digitalisat), S. 238–242: Suppositoria; S. 360–361: Syrup; S. 263: Tabernacula; S. 504–509: Theer; S. 556–558: Tinctur
  - Band 14 (1883) (Digitalisat), S. 577–580: Wachs; S. 681–683: Wismuthpräparate
  - Band 15 (1883) (Digitalisat), S. 82–88: Zinkpräparate; S. 88–89: Zinnpräparate